# Обюссон (кантон)
Обюссон (фр. Aubusson) — кантон во Франции, находится в регионе Лимузен. Департамент кантона — Крёз. Входит в состав округа Обюссон. Население кантона на 2006 год составляло 6971 человек.
Код INSEE кантона 2302. Всего в кантон Обюссон входят 10 коммун, из них главной коммуной является Обюссон.

## Коммуны кантона
- Аллейра — население 153 чел.
- Обюссон — население 4239 чел.
- Блессак — население 514 чел.
- Неу — население 303 чел.
- Сент-Альпиньен — население 291 чел.
- Сент-Аман (Крёз) — население 521 чел.
- Сент-Ави-де-Тард — население 194 чел.
- Сен-Мексан — население 232 чел.
- Сен-Марк-а-Фронжье — население 351 чел.
- Сен-Парду-ле-Нёф — население 173 чел.